# Стенлі Кюніц
Стенлі Кюніц (К'юніц) (англ. Stanley Kunitz) — американський поет, критик. перекладач. Поет-лауреат США.

## Життєпис
Народився у Вустері, штат Массачусетс. У 1926 році закінчив з відзнакою Гарвардський університет. У 1930 році опублікував свою першу збірку поезій під назвою «Інтелектуальні речі».
У роки Другої світової проходив військову службу. Опісля служби викладав літературу в Беннінгтон-коледжі, в Колумбійському, Єльському, Принстонському та у Вашингтонському університетах.
У 1944 видав другу збірку під назвою «Паспорт на війну».
У 1958 вийшла в світ третя збірка «Вибрані поезії 1928—1958», за яку отримав Пулітцерівську премію.
Поезії Кюніца були перекладені багатьма мовами світу, зокрема нідерландською, німецькою, шведською, македонською, французькою, японською, єврейською, арабською, російською та українською.
Перший український переклад його вибраних поезій вийшов у 1977 році в Нью-Йорку під назвою «Вінок цей, небезпека».
Українською мовою твори Кюніца перекладали Вольфрам Бурґгардт, Вадим Лесич, Юрій Тарнавський, Іван Драч та Богдан Бойчук. З останніми двома приятелював. Переклав декілька поезій Івана Драча англійською мовою.
У 1974 році вперше призначено офіційним поетом США (поетом-лауреатом в Бібліотеці Когресу США). У 2000 році повторно.
Помер у Нью-Йорку у віці 100 років.

## Збірки поезій
- Інтелектуальні речі (1930);
- Паспорт на війну (1944);
- Вибрані поезії 1928—1958 (1958);
- Випробовуюче дерево (1971);
- Поезія Стенлі Кюніца 1928—1978 (1978);
- Поряд останніх речей (1985);
- Крізь прохід (1995);
- Зібрані поезії Стенлі Кюніца (2000).

## Переклади українською
- Кюніц С. Творець відображень: Зб. поезій/Пер. з англ. — К.: Факт, 2003- — 136 с.
- Кюніт С. Вінок цей небезпека: вибрані поезії/Пер. з англ. — Нью-Йорк: Сучасність, 1977. — 80 с.